# Canottaggio ai XVIII Giochi panamericani
Il canottaggio ai XVIII Giochi panamericani si è svolto dal 6 al 10 agosto 2019 al Albufera Medio Mundo, impianto per il canottaggio situato presso Huacho, in Perù.

## Risultati

### Uomini
| Evento                     | Oro | Argento | Bronzo |
| Singolo                    | Ángel Fournier | Juan Carlos Cabrera | Brian Rosso |
| Due di coppia              | Argentina Rodrigo Murillo Cristian Rosso                                                                                              | Cuba Boris Guerra Adrian Oquendo | Brasile Uncas Batista Lucas Verthein |
| Due di coppia pesi leggeri | Messico Alan Armenta Alexis López | Argentina Alejandro Colomino Carlo Lauro Gracia | Cile Cesar Abaroa Eber Sanhueza |
| Quattro di coppia          | Uruguay Bruno Cetraro Martin Gonzalez Leandro Salvagno Marcos Sarraute                                                                | Argentina Rodrigo Murillo Brian Rosso Cristian Rosso Ariel Suarez                                                                                      | Cuba Reidy Cardona Boris Guerra Adrian Oquendo Jorge Patterson                                                                                  |
| Due senza                  | Cile Ignacio Abraham Christopher Kalleg                                                                                               | Brasile Pau Vela Xavier Vela | Argentina Agustín Díaz Axel Haack |
| Quattro senza              | Argentina Ivan Carino Agustin Diaz Francisco Esteras Azel Haack                                                                       | Cuba Carlos Ajete Reidy Cardona Eduardo Gonzalez Jesus Rodriguez                                                                                       | Brasile Gabriel Campos Alef Fontoura Willian Giaretton Fabio Moreira                                                                            |
| Quattro senza pesi leggeri | Cile Felipe Cárdenas Roberto Liewald Fabián Oyarzún Felipe Oyarzún                                                                    | Messico Angy Canul Alexis Lopez Rafael Mejia Marco Velazquez                                                                                           | Cuba Alexei Carballosa Osvaldo Pérez Ennier Tamayo Yhoan Uribarri                                                                               |
| Otto                       | Argentina Iván Carino Francisco Esteras Axel Haack Tomás Herrera Joel Infante Rodrigo Murillo Joel Romero Agustín Scenna Ariel Suárez | Cile César Abaroa Alfredo Abraham Ignacio Abraham Selim Echeverría Christopher Kalleg Francisco Lapostol Antonia Liewald Nelson Martínez Óscar Vásquez | Cuba Carlos Ajete Reidy Cardona Eduardo González Boris Guerra Yoelvis Hernández Adrián Oquendo Jorge Patterson Jesús Rodríguez Yadian Rodríguez |

### Donne
| Evento                     | Oro                                                               | Argento                                                           | Bronzo                                                                 |
| Singolo                    | Jessica Sevick                                                    | Felice Chow                                                       | Soraya Jadue                                                           |
| Due di coppia              | Cuba Yariulvis Cobas Aimee Hernandez                              | Stati Uniti Margaret Fellows Julia Lonchar                        | Argentina Milka Kraljev Oriana Ruiz                                    |
| Quattro di coppia          | Cile Melita Abraham Antonia Abraham Soraya Jadue Isidora Niemeyer | Cuba Yariulvis Cobas Marelis González Aimee Hernández Rayma Ortíz | Stati Uniti Margaret Fellows Solveig Imsdahl Julia Lonchar Keara Twist |
| Due senza                  | Cile Melita Abraham Antonia Abraham                               | Canada Jessie Loutit Larissa Werbicki                             | Messico Maite Arrillaga Fernanda Ceballos                              |
| Singolo pesi leggeri       | Kenia Lechuga                                                     | Milka Kraljev                                                     | Milena Venega                                                          |
| Due di coppia pesi leggeri | Canada Katherine Haber Jaclyn Stelmaszyk                          | Cile Isidora Niemeyer Yoselyn Carcamo                             | Cuba Rosana Serrano Milena Venega                                      |

## Medagliere
| Posizione | Nazione           | Oro | Argento | Bronzo | Totale |
| --------- | ----------------- | --- | ------- | ------ | ------ |
| 1         | Cile              | 4   | 2       | 2      | 8      |
| 2         | Argentina         | 3   | 3       | 3      | 9      |
| 3         | Cuba              | 2   | 3       | 5      | 10     |
| 4         | Messico           | 2   | 2       | 1      | 5      |
| 5         | Canada            | 2   | 1       | 0      | 3      |
| 6         | Uruguay           | 1   | 0       | 0      | 1      |
| 7         | Brasile           | 0   | 1       | 2      | 3      |
| 8         | Stati Uniti       | 0   | 1       | 1      | 2      |
| 9         | Trinidad e Tobago | 0   | 1       | 0      | 1      |
| Totale    | Totale            | 14  | 14      | 14     | 42     |